# 教宗寺 (高槻市)
教宗寺（きょうそうじ）は大阪府高槻市芥川町にある浄土真宗本願寺派の仏教寺院。本尊は阿弥陀如来である。

## 歴史

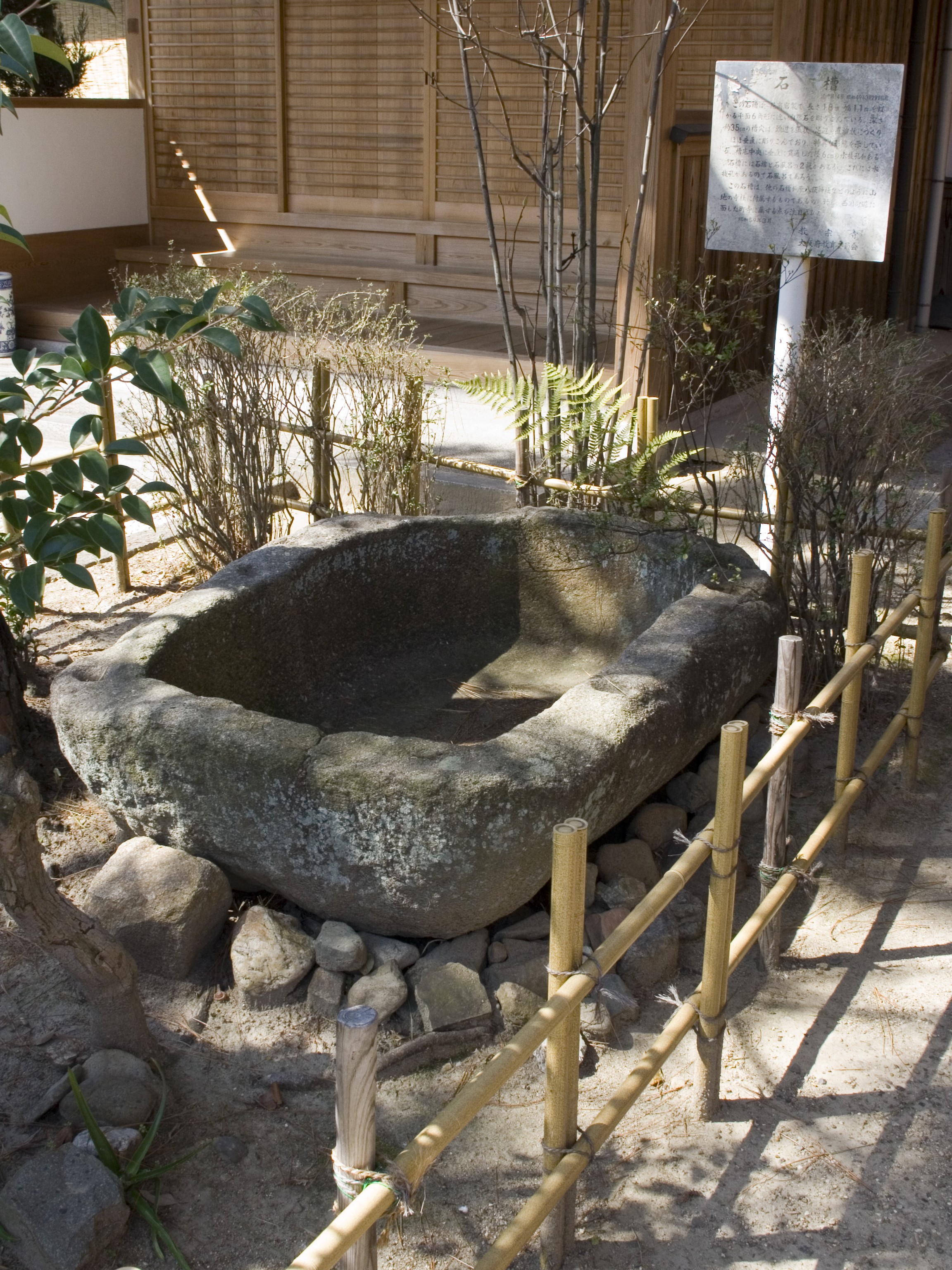
石槽

寺伝によると、1287年（弘安10年）、当寺の先祖である田淵久兵衛教宗が、親鸞聖人の弟子となり了専と法名し、自宅を寺に改めて開創したとされ、のちに聖人の勅号に因んで教宗寺の称号を与えられたといわれる。その後、堂宇が大破し、1692年（元禄5年）に再建された。
1734年（享保19年）の「芥川宿絵図」（高槻市指定文化財・1991年〈平成3年〉5月17日指定）には、草葺屋根の家並みとともに、瓦屋根である当寺および本陣が描かれている。
1907年（明治40年）に改修されており、その後、2008年（平成20年）に本堂が修復された。

### 市蛭子大神宮
田淵家の先代が門前の西国街道に市場を立て、伝教大師がたまたま同家に泊まられたので、市場の繁栄を祈る守護神を切望。大師は一夜のうちに蛭子・大黒の立像を彫刻されて与えた。喜び自邸の傍らに宮を建てて市蛭子として崇めると、霊験著しく市場は大いに繁昌した。その後、衰退し、田淵了専が教宗寺の守護神として崇めていると、ご神体が盗まれ、蛭子は数日後に戻るものの大黒天は戻らなかった。神勅により石を納めて石大黒としていると、その石は分身して貞享（1684-1687年）の頃には2個、享保（1716-1735年）の頃には5個となり、ついには7個となった。これにより安産の宮と呼ばれるようになったという。

## 文化財
- 石槽 - 大阪府指定有形文化財（1974年〈昭和49年〉3月29日指定）[4]

1.8×1.1m、深さ35cmの花崗岩製。槽底中央に直径6cmの穴があることから石風呂とされる。

## 交通アクセス
- JR京都線高槻駅下車、西へ徒歩10分。